# Redensart
Redensarten gehören zu den feststehenden sprachlichen Wendungen (Phraseologismen). Meistens sind es bildhafte Ausdrücke. Dennoch werden die beiden Begriffe häufig synonym verwendet.

## Grammatische Merkmale
Der Sprachwissenschaftler Lutz Röhrich bezeichnet sprichwörtliche Redensarten als Wortgruppen-Lexeme. Sie stehen nicht für sich allein und müssen zur Verwendung innerhalb eines Satzes noch ergänzt werden. Es fehlt ihnen mindestens das Subjekt, wie z. B. bei der Wendung „mit dem Zaunpfahl winken“.
Redensarten sind keine Sätze, sondern prädikative Wortgruppen. In Sammlungen werden sie stets in Infinitivform aufgeführt, z. B. „im Trüben fischen“. Bei der Ergänzung des Subjekts werden sie entsprechend gebeugt, z. B. „Er fischt im Trüben“.

## Beispiele
| Redensart                              | Zusammenhang                             | Bedeutung                           |
| -------------------------------------- | ---------------------------------------- | ----------------------------------- |
| Schwein haben                          | Du hast vielleicht Schwein gehabt!       | Glück haben                         |
| Einen Schlussstrich ziehen             | Hier ziehe ich einen Schlussstrich       | Etwas beenden                       |
| etwas ausgefressen haben               | Hat er schon wieder etwas ausgefressen?  | etwas angestellt haben              |
| Farbe bekennen                         | Es ist an der Zeit, Farbe zu bekennen    | zeigen, auf welcher Seite man steht |
| einen Sockenschuss haben               | Der hat einen Sockenschuss               | nicht ganz bei Verstand sein        |
| jemandem einen Bären aufbinden         | Dir wurde ein Bär aufgebunden            | jemandem etwas weismachen           |
| mit jemandem unter einer Decke stecken | Ihr steckt doch beide unter einer Decke! | mit jemandem zusammenarbeiten       |
| ein Brett vor dem Kopf haben           | Du hast ein Brett vor dem Kopf           | etwas nicht verstehen               |